# Love Wrecked
Love Wrecked is een film uit 2005 onder regie van Randal Kleiser en met Amanda Bynes in de hoofdrol.
De film werd geproduceerd en uitgebracht door Media 8 Entertainment en vervolgens verkocht aan The Weinstein Company.
Na mislukte pogingen om hem in de bioscoopzalen te brengen verkocht die de televisierechten door aan ABC Family.
In januari 2007 kreeg de film ten slotte zijn televisiepremière, op Lifetime Television.
De film werd internationaal ook uitgebracht onder de titel Temptation Island.

## Verhaal
Jenny Taylor is een tiener die samen met haar beste vriend, die stiekem verliefd op haar is, Ryan een vakantiebaantje krijgt op het Caraïbische eiland St. Luchas.
Toevallig brengt haar grote idool, rockster Jason Masters, een dag vakantie door in het resort waar ze gaat werken.
Ze wil hem graag ontmoeten en als hij tijdens een rondvaart in zee valt springt ze hem achterna.
Zo belanden ze samen op wat eerst op een onbewoond eiland lijkt.
Jenny ontdekt al snel dat ze in feite op St. Luchas zijn beland, maar omdat Jason interesse in haar toont verzwijgt ze dat.
Intussen staat de muziekwereld in rep en roer door de verdwijning.
Vervolgens ontdekken Ryan en door hem ook Jenny's grote rivale Alexis de waarheid over hun beider verdwijning.
Alexis, die ook dolgraag Jason aan de haak wil slaan, doet zich voor als schipbreukelinge en doorkruist zo Jenny's plannen.
Ten slotte biecht ze Jason de waarheid op waarna die kwaad vertrekt.
Als niet veel later een orkaan over het eiland trekt komt Ryan Jenny redden.
Die besluit ten slotte dat ze eigenlijk verliefd is op Ryan en laat Jason aan Alexis, die enige tijd later in het huwelijk treden.

## Rolverdeling
- Amanda Bynes - Jenny Taylor
- Chris Carmack - Jason Masters
- Jonathan Bennett - Ryan Howell
- Jamie-Lynn Sigler - Alexis Manetti (als Jamie-Lynn DiScala)
- Fred Willard - Ben Taylor
- Susan Duerden - Bree Taylor
- Jackie Long - Chase
- Joey Kern - Milo Dinsdale
- Lance Bass - Cell Phone Dan
- Kathy Griffin - Belinda
- Alfonso Ribeiro - Brent Hernandez (hotelmanager)